# Museo aeronautico del Päijät-Häme
Il Museo aeronautico del Päijät-Häme (in finlandese Päijät-Hämeen ilmailumuseo) è un museo aeronautico privato finlandese situato nell'ex base aerea militare di Vesivehmaa, nel comune di Asikkala, non lontano dalla città di Lahti.

## Storia

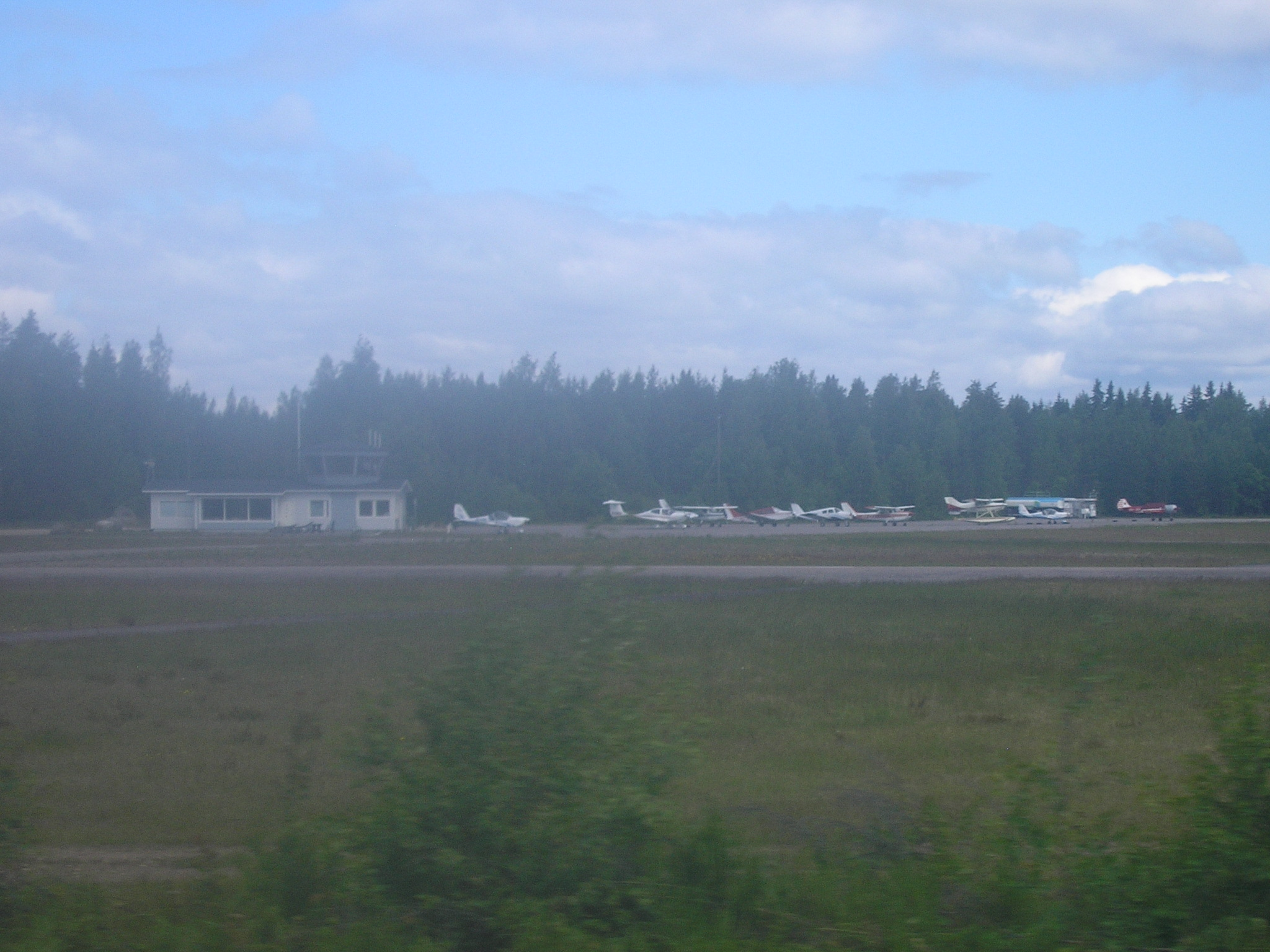
L'aeroporto di Lahti-Vesivehmaa.

Durante la seconda guerra mondiale la base aerea di Vesivehmaa fu utilizzata dalla Suomen ilmavoimat, l'aeronautica militare finlandese, ma fu dismessa al termine del conflitto, per poter essere utilizzata dal 1948 come deposito per gli aerei tolti dal servizio. Gran parte degli aerei immagazzinati vennero via via demoliti, ma nel 1962 si formò un'associazione privata chiamata "Lahden Ilmasilta" (LIS) con lo scopo di preservare e possibilmente restaurare i velivoli conservati all'interno della base. Durante gli anni 1970 i velivoli vennero tutti spostati nell'hangar 1 della base, dove si trovano tuttora. La base è ora un aeroporto civile aperto al traffico dell'aviazione generale, con il nome di Lahti-Vesivehmaa (ICAO:EFLA).
Il museo è stato aperto ufficialmente al pubblico il 19 maggio 2006 e da allora è rimasto aperto tutte le estati da giugno ad agosto. Presso il museo sono conservati circa 20 aeromobili, alcuni dei quali sono gli unici esemplari ancora esistenti del modello, oltre ad automezzi già utilizzati dall'aeronautica militare e diversi cimeli dell'aviazione finlandese risalenti a varie epoche.

## Aeromobili in esposizione

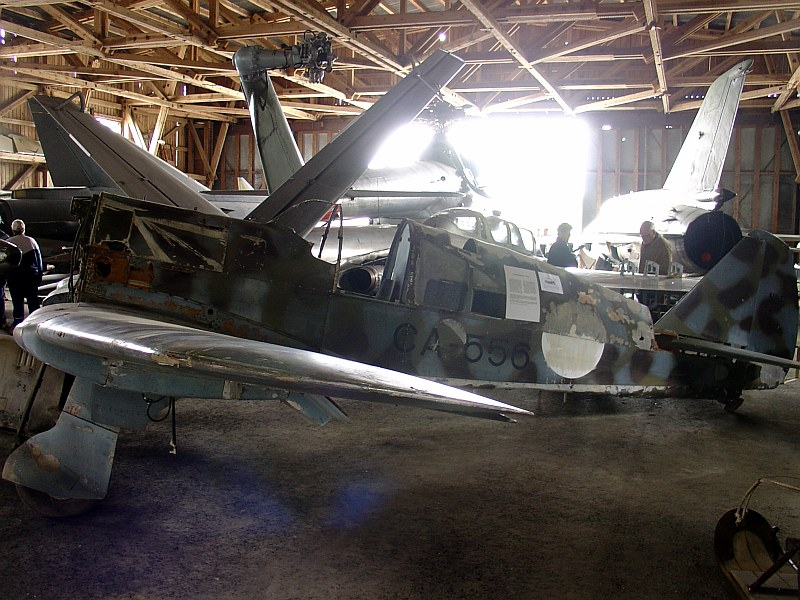
L'ultimo esemplare rimasto del Caudron C.714, non restaurato.

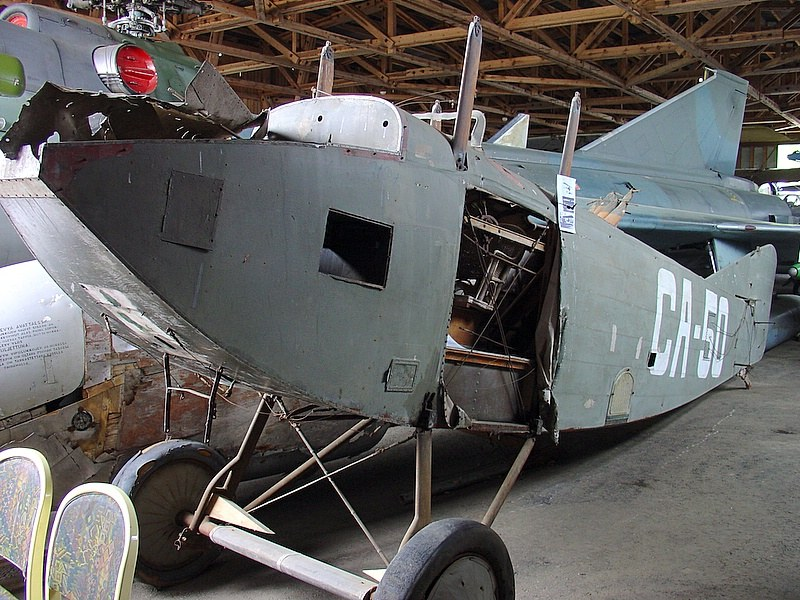
La fusoliera del Caudron C.59, anch'esso ultimo esemplare

Aeromobili appartenuti alla Suomen ilmavoimat, restaurati
- Blackburn Ripon IIF
- Folland Gnat Mk.1
- Fouga CM-170 Magister
- Mikoyan-Gurevich MiG-15UTI
- Mikoyan-Gurevich MiG-21bis
- Mil Mi-8 (elicottero)
- Saab 35 Draken

Aeromobili appartenuti alla Suomen ilmavoimat, non ancora restaurati
- Aero A.32
- Caudron C.59
- Caudron C.714
- De Havilland Vampire Mk.52
- De Havilland Vampire Mk.55
- VL Haukka I
- VL Kotka II

Aeromobili civili non restaurati
- IVL K.1 Kurki
- Republic RC-3 Seabee
- Kassel 12 (aliante)